# Perception subliminale
Une perception subliminale est une perception qui se situe en dessous du seuil de la conscience (du latin sub- qui veut dire « sous » et -limen signifiant « seuil »). Un message subliminal peut ainsi être transmis à une personne sans que celle-ci en ait conscience.
Dans le sens strict du terme la perception subliminale est limitée au stimulus trop faible ou trop rapide pour être traité consciemment. Dans sa vision large, celle de la psychologie sociale, elle concerne tout stimulus perçu inconsciemment dont l’influence sur le comportement ainsi que les processus de traitement de l’information échappent à la conscience.

## Historique, une question sociale
Dans les années 1950, James Vicary a annoncé au monde qu’il avait pu faire décoller les ventes d’un cinéma en projetant durant un film les slogans « Drink Coca-Cola » et « Eat Pop-corn » sans que le public ait conscience de ces messages. Cet homme, qui a fait couler énormément d’encre à l’époque et agité les foules, s’est finalement avéré être un escroc ayant inventé tous les résultats de son expérience.
Malgré cela, on peut accorder à James Vicary le mérite d’avoir déclenché un véritable engouement de la communauté scientifique pour la perception subliminale. Et si celle-ci fut pendant longtemps objet de controverse chez les chercheurs, la plupart la considère comme un phénomène très sérieux depuis les années 1980.
Ahmed Channouf, docteur en psychologie sociale à l’Université de Provence, distingue deux types de publicités subliminales : d’une part, au sens « strict », les messages flashés en dessous du seuil lumineux ou temporel de perception consciente du consommateur et, d’autre part, au sens « large », ceux qui se donnent à voir ou à entendre de façon permanente dans la vie quotidienne. Dans cette seconde catégorie, le consommateur enregistre les messages sans même leur prêter attention : panneaux publicitaires sur les trams ou dans la rue, spots publicitaires à la radio, panneaux de sponsors dans les stades de foot…. Ils sont donc inconscients dans un certain sens.
Le débat a poussé la communauté internationale à s'interroger sur ce procédé. En effet, ce genre de marketing va à l'encontre de la liberté de penser et d'agir. Il est intéressant de connaître exactement l’impact ou l’influence que ces messages subliminaux ont sur le comportement. Le sujet est en fait très controversé. Certains scientifiques demeurent sceptiques quant à la possibilité d’une influence réelle de la publicité subliminale car, selon eux, les conditions réelles de consommation ne permettront jamais au message d’avoir un impact sur le comportement.

## L'apport des neurosciences

### Split Brain et les émotions
Plusieurs auteurs ont constaté que les neurosciences pouvaient apporter des éclaircissements sur l’effet des images subliminales. En 1962, de premières études sur des patients ayant subi une callosotomie ont montré que les images projetées du côté droit (par conséquent ne pouvant être exprimées verbalement)  de façon subliminale était reconnues par la main gauche alors que les patients exprimaient ne rien avoir vu. Par conséquent, le patient a aperçu une image qu’il était dans l’incapacité de nommer mais qu’il pouvait désigner.
Ces observations ont été également faites dans le domaine des émotions. En 1994, Jaynes a mis en place une expérience démontrant l’impact des images présentées de façon subliminale sur les émotions exprimées. Dans son étude, Jaynes projetait des images de formes géométriques. Parmi celles-ci, il avait glissé une image de femme nue que seul l’hémisphère droit pouvait percevoir. À la suite de la projection, les participants avaient tendance à sourire et rougir. Quand il leur était demandé la raison de cette gêne apparente, les participants en ignoraient la cause. Ne pas pouvoir nommer une image ne signifie donc pas que nous ne l'avons pas perçue. Des résultats similaires ont été observés avec les odeurs. Lorsque des odeurs sont présentées à la narine droite (accessible uniquement à l’hémisphère droit) le participant est dans l’incapacité d’exprimer le nom de l’odeur mais est capable de distinguer si elle est agréable ou non.

### Hémianopsie
D'autres études chez les patients atteints de  vision aveugle ont apporté des preuves plutôt convaincantes en faveur de la perception subliminale et les processus inconscients associés aux effets de l’amorçage. Les aires visuelles primaires de ces personnes sont atteintes. Pourtant, dans ces études, lorsque des objets étaient présentés du côté "aveugle", les patients pouvaient détecter s'ils étaient présents ou non, en position horizontale ou verticale, et ce sans pouvoir les percevoir consciemment. L'expérience consiste à demander au patient de designer l'emplacement de l'objet le plus rapidement possible. Le patient a donc l'impression de répondre au hasard. Or, les pointages étaient statistiquement plus précis que ceux émis par hasard, ce qui suggère l'existence d'une perception visuelle non consciente. Il semblerait que ces patients aient perdu la perception visuelle consciente.

### La perception des visages
Bruyer et ses collègues ont montré que, chez des individus atteints de prosopagnosie, la capacité à reconnaître un visage familier engendrait des réactions physiologiques électrodermales (réaction électrodermale : mesure la conductance cutanée), le corps réagit au visage alors que la personne n'en est pas consciente. Il est important de préciser qu'il s'agit de mesures instables. En effet, la moindre réaction émotionnelle peut induire de la sudation et fausser les résultats. Par conséquent, le participant était installé de façon à être le plus détendu possible dans une chambre insonorisée (sans aucun bruit).

### L'activité cérébrale
En la mesurant au moyen de l'électroencéphalogramme (électroencéphalographie), les chercheurs ont remarqué que la perception subliminale d'images, de mots et d'objets ayant une signification, engendre une activité cérébrale particulière. Un traitement non conscient de l'information est effectué ainsi qu'une activité dans les aires motrices afin de pouvoir y répondre. La technique qui a été utilisée pour démontrer ceci était l'amorçage sémantique. Pour ce faire, les chercheurs présentaient de façon subliminale des mots et des non-mots aux sujets. Dans les deux cas, l'activité cérébrale était modifiée, comme si les participants voyaient tous les mots de façon normale. Cela montre que non seulement les informations sont traitées mais il y a également un accès au niveau sémantique. Nous avons la possibilité de penser sans nous en rendre compte.

## L'implication cognitive (oucognition) de la perception subliminale
Les processus cognitifs dans ce cas-ci sont dits "automatiques". Trois caractéristiques sont indispensables pour les considérer comme tels:
- il ne doit pas y avoir d'intention consciente
- ces processus doivent être inaccessibles à la conscience, et donc impossible à verbaliser
- ils ne nécessitent aucun processus d'attention et ne peuvent être entravés par une autre tâche

Par exemple, nous pouvons marcher tout en discutant. Dans le cas de la perception subliminale, l'individu est doublement inconscient: il ne se rend pas compte qu'il voit quelque chose et en plus il n'est pas conscient d'avoir traité l'information et de l'influence de l'image perçue sur son comportement.

### Le jugement de préférence
Zajonc propose que nos préférences ne nécessitent pas de processus cognitifs complexes. Elles seraient construites sur la base des informations ou éléments cognitifs perçus de façon inconsciente. Nous aurions donc des préférences inconscientes concernant nos décisions et nos choix, que nous présenterions par la suite à notre entourage, comme le fruit d'un processus longuement réfléchi. Cette hypothèse a donné lieu à l'effet de simple exposition.

### Effet de simple exposition
Ce phénomène survient lorsqu’une personne apprécie davantage un objet, une personne, une chanson, etc. après y avoir été exposée de façon répétée. Il peut donc s’agir d'un effet indirect des stimuli subliminaux. Par exemple, dans le cadre des élections, un candidat qui est fréquemment présenté dans les médias et dont le visage est placardé sur de nombreuses affiches aura plus de chance d’être élu qu’un autre candidat plus discret. Au cours d’une recherche, Kunst-Wilson et Zajonc, ont présenté aux participants des stimuli neutres de façon subliminale. Par après, ces stimuli étaient présentés à ces mêmes sujets, en plus d’autres stimuli n’ayant pas encore été présentés. Les participants préféraient les stimuli qui avaient déjà été montré de façon subliminale. Ces résultats ont été répliqués non seulement avec des stimulus visuels mais également avec des stimulus auditifs et gustatifs.

### Les attitudes implicites
Une attitude est une évaluation générale (négative ou positive) d'un objet social qui n'est pas directement observable.
Une attitude implicite est une attitude déjà présente chez l'individu mais qui est projetée sur un autre objet. Ces attitudes ne seraient pas accessibles à la conscience car elles seraient trop rapides et activées par des stimuli subliminaux. De plus, ce serait l'expérience subjective passée qui servirait de lien entre les sentiments et les comportements à l'égard des objets sociaux. Ces attitudes spontanées sont interprétées comme étant valides car elles sont inconscientes et basées sur des souvenirs.
Selon plusieurs auteurs, une raison pour laquelle les psychologues sociaux auraient échoué dans la prédiction des comportements sur la base des attitudes serait le fait qu'ils ne prenaient en compte que les attitudes explicites (exprimées par les individus).

### Les effets des messages persuasifs
Des chercheurs se sont penchés sur l'étude des messages persuasifs, notamment sur les attitudes envers des slogans politiques. Les participants étaient placés dans deux conditions présentant des slogans similaires. Dans l'une, les slogans étaient accompagnés d'un buffet, dans l'autre ils étaient associés à des odeurs désagréables . Les résultats ont montré que les participants avaient un avis plus favorable envers les slogans dans la condition du buffet. Les sujets ne se sont pas rendu compte des variations de leurs environnement qui les ont poussés à réagir de cette façon. Lorsque l'individu est motivé à traiter et comprendre le message, l'environnement n'exercerait aucun impact sur l'appréciation de ce dernier. En outre, si les sujets sont conscients des effets de l'environnement, il n'engendre aucun impact et va même à l'encontre de l'effet désiré.

## La perception subliminale, incontrôlable?
Le fait que notre comportement puisse être manipulé sans que l’on s’en rende compte met la plupart des gens mal à l’aise. Cette idée que l’on ne peut lutter contre les influences subliminales est largement répandue dans l’opinion publique. Mais le fait de savoir si les individus peuvent se protéger face à ces manipulations est encore débattu aujourd’hui. Comment réagissent les personnes lorsqu’elles sont conscientes d’être manipulées? Il semblerait qu’en l’absence de menace, les individus se fient à leurs automatismes et ne contrôlent pas leurs comportements. En revanche, lorsqu’ils se méfient de leur environnement, ils deviennent plus vigilants et contrôlants.
Verwijmeren et ses collègues ont observé dans leur étude que lorsqu’ils informaient les sujets de la présence de messages subliminaux et de leur influence, les effets de ces messages disparaissaient.
Plusieurs facteurs nous permettent également de moduler les effets de l’amorçage comportemental. Tout d’abord, il faut que les connexions soient présentes en mémoires pour que les associations puissent se faire. Si l’on reprend l’exemple précédent avec l’arme et les chocs électriques, la vision de l’arme n’engendrera pas une augmentation du comportement agressif si la personne n’a pas établi au préalable un lien entre les deux.
Smeesters et ses collaborateurs l’ont démontré via une tâche de dilemme du prisonnier. Dans cette étude, les participants étaient répartis dans quatre catégories en fonction de leur personnalité : les personnes consistantes dans la coopération, consistantes dans la compétition, inconsistants dans la coopération et inconsistants dans la compétition. De façon générale, lorsque des amorces liées à coopération étaient activées, la coopération augmentait. Inversement, la compétition augmentait lorsque le concept de compétition était activé. Par contre, les personnes très égoïstes devenaient davantage compétitives lors de l’activation des concepts de coopération. Il semblerait que ces personnes attribuent l’amorce à leurs adversaires. Pour des personnes fort égoïstes, la coopération est synonyme de stupidité. Ils vont donc tenter d’en tirer encore plus avantage. Il s’agirait d’un effet de contraste.
L’état motivationnel est encore un autre facteur pouvant moduler l’amorçage comportemental. Celui-ci est fort lié aux besoins physiologiques.

### Les conditions physiologiques
Certains chercheurs (voir ci-dessous) se sont intéressés aux conditions qui favorisent l’effet d’un message subliminal. Les personnes ne seraient pas tentées par des produits en particulier mais vers tout produit lié à des besoins physiologiques. En effet, diverses études ont démontré un effet du subliminal sur le comportement uniquement dans des conditions de besoins physiologiques, tels que la soif ou la fatigue.

#### La soif
Channouf et ses collaborateurs  ont testé cette hypothèse. Dans une première expérience, les participants devaient effectuer une tâche de décision lexicale sur un ordinateur. Pendant la tâche, des stimuli étaient flashés : une bouteille de Coca, une bouteille d’Orangina ou un dessin de table (stimulus neutre). À la fin de la tâche, les expérimentateurs demandaient à chaque sujet s'il désirait boire quelque chose et leur proposaient du Coca ou de l’Orangina. Ensuite, les chercheurs analysaient le choix de boisson selon le stimulus ayant été présenté au participant. Les auteurs s’attendaient à ce que le stimulus déclenche un besoin physiologique chez le participant et que le fait de lui proposer une boisson juste après, le conduit à attribuer ce besoin à la soif. Donc, le nombre de sujets choisissant de prendre une boisson devrait être plus élevé dans les conditions où les stimuli sont des boissons que dans la condition neutre et c’est effectivement ce qu’ont démontré les résultats. Par contre, ceux-ci ne mettent pas en évidence un effet significatif du type d’images : les sujets ne consomment pas plus de Coca lorsqu’on leur a présenté subliminalement une image de Coca que lorsqu’on leur a présenté de l’Orangina.
Les auteurs ont ensuite réalisé une deuxième expérience pour tenter de renforcer les résultats obtenus dans la première. La procédure est exactement la même sauf que, cette fois, les stimuli présentés étaient soit une table (neutre) soit un verre d’eau pétillante (représentant le besoin de boire de manière plus générale). Ici encore, les sujets de la condition « verre » consomment plus de boisson que ceux de la condition neutre. Donc on peut induire l'envie de boire mais pas influencer le type de boisson à consommer.

#### La fatigue
Bermeitinger et ses collègues  ont alors essayé d’étendre ce paradigme à d’autres besoins que la soif et ont choisi la fatigue. Ils sont partis de l’hypothèse qu’une personne fatiguée est motivée à augmenter sa concentration lorsqu’elle doit effectuer une tâche. Ils ont donc proposé deux marques de pastilles énergisantes (dextrose) dont le logo d’une des deux marques était projeté subliminalement lors de l’expérience. Selon eux, les participants fatigués devraient consommer plus de pastilles de la marque projetée que de la marque contrôle. Jusqu’ici, le concept semble le même dans les deux études. Cependant afin d’augmenter la fiabilité des résultats, les deux logos des marques de pastilles dextrose ont été inventés et créés spécialement pour l’expérience (du coup pas d’interférence des habitudes). Pour la moitié des participants, c’était le logo A qui était présenté subliminalement et pour l’autre moitié c’était le logo B. Toutes les deux minutes, les sujets avaient droit à une pause pendant laquelle ils pouvaient manger les pastilles énergisantes présentées dans deux bols devant eux et sur lesquels étaient collés les deux logos. Les résultats obtenus ont permis de vérifier les hypothèses. Non seulement les auteurs ont pu démontrer un lien entre la fatigue et la motivation à augmenter sa concentration lors d’une tâche, mais ils ont surtout réussi à étendre les résultats de l’expérience de Karremans et al. à la fatigue et non plus seulement à la soif. Car, comme attendu, il n’y a que les participants avec un niveau de fatigue élevé qui ont consommé plus de pastilles énergisantes de la marque présentée subliminalement que de la marque non présentée. Les participants peu fatigués ont, eux, consommé une quantité égale des deux marques de pastilles. L’effet du message subliminal se trouve donc uniquement dans la consommation de pastilles de la marque présentée dans le sous-échantillon des sujets fatigués. Les auteurs n’ont pas trouvé de différence significative entre les sujets fatigués et non fatigués dans leur consommation de pastilles de la marque non présentée. 
Ces études confirment donc que les sujets sont influencés par un stimulus présenté subliminalement uniquement si ce stimulus est lié aux besoins des sujets et si ces derniers sont dans un état motivationnel adéquat. Les résultats de ces deux expériences mènent à penser que les effets des stimuli subliminaux sont non spécifiques. Les participants ne sont pas orientés vers un produit en particulier mais vers tout produit lié au besoin activé. De plus, cela ne semble fonctionner que lorsque le produit est présent dans l’environnement immédiatement après la présentation subliminale. Selon les auteurs, la publicité subliminale ne pourrait donc pas fonctionner en différé comme par la télévision par exemple.

## Amorçage comportemental
En psychologie, l'amorçage consiste à modifier la réponse d'un individu face à un stimulus en présentant préalablement un autre stimulus qui va augmenter son accessibilité  ainsi que les mécanismes cognitifs qui vont permettre de le traiter. L'amorçage peut avoir lieu de façon inconsciente et peut toucher les différentes étapes du traitement de l'information, à savoir :
- l'attention ;
- la compréhension ;
- la mémoire ;
- la récupération ;
- les inférences ;
- la génération de la réponse[19].

L'amorçage comportemental est un autre phénomène inconscient pouvant influencer les comportements. Il a commencé à être étudié à partir de l'étude de Berkowitz et Lepage, en 1967. Dans leur étude, ayant été au préalable frustré par un comparse, les participants pouvaient se venger de lui en lui envoyant des décharges électriques. Les sujets étaient répartis dans deux conditions: dans la première ils étaient mis en contact avec un objet neutre, dans la seconde, une arme était déposée sur la table. Berkowitz et Lepage ont pu observer une quantité plus élevée de chocs électriques administrés lorsque les participants étaient en présence de l'arme, généralement associée aux comportements d'agression.
Il existe deux types d'amorçage comportemental: l'un est direct, l'autre indirect. L'amorçage comportemental direct consiste en l'observation d'un comportement qui augmente la probabilité de réalisation de ce comportement. Un des exemples les plus fréquents est le mimétisme. Un individu aura davantage tendance à réaliser un comportement qu'il a observé peu de temps auparavant. L'amorçage comportemental indirect survient, quant à lui, lorsqu'un but, un contenu sémantique ou affectif est activé et facilite l'exécution de ce but ou de ce contenu. C'est par exemple le cas dans l'étude de Berkowitz et Lepage que nous avons vue précédemment.

### Évidence d'une influence
Bien que la plupart du temps nos comportements résultent d’intentions conscientes, il y a des situations où nous agissons de manière automatique. Il nous serait beaucoup trop couteux de devoir toujours penser consciemment à ce que nous faisons. De fait, une série de nos comportements sont automatisés. C’est sur la base de ce constat que Pessiglione (2007) suggère qu’il est possible d’influencer implicitement nos motivations. Il le démontre à travers une expérience dans laquelle des participants doivent exercer une pression sur une pince à ressort: plus la pression est grande, plus la récompense (monétaire) est élevée. Avant chaque essai, une pièce de monnaie était flashée subliminalement, soit une pièce d’un livre, soit une pièce d’un penny. Conformément aux hypothèses des auteurs, les participants exposés à une pièce de plus grande valeur exerçaient une pression plus élevée, ce qui montre que le degré de motivation des participants a été influencé à leur insu. Les circuits neuronaux de la récompense ont été stimulés par la présentation de la pièce, bien qu’aucun des participants n’était capable d’identifier la pièce présentée lors du priming.
À la suite de cette étude, d’autres expériences ont été menées pour montrer l’influence des stimulations sensorielles sur le comportement. Ainsi, dans une expérience de Holland, Hendriks et Aart (2004, des participants étaient invités à manger des cookies. Les chercheurs ont observé que les personnes exposées à une odeur de nettoyant au citron présentaient trois fois plus de comportement de ramassage de miettes que les personnes qui n'avaient pas été exposées à l'odeur de produit nettoyant. Selon eux, la diffusion d’une odeur de produit nettoyant amorce des idées liées à la propreté.
L'audition peut également être stimulée. North, Hargreaves et McKendrick (1999) ont analysé l'impact de la diffusion de musique allemande et française sur la consommation de vins. Lorsque la musique française était diffusée, les ventes de vins français augmentaient considérablement. Au contraire, lorsque la musique de fond était allemande, la vente de vins allemands augmentait. Selon les auteurs, la musique activerait une série de connaissances et de schémas comportementaux liés aux différentes nationalités. Dans la même optique North, Shilcock et Hargreaves (2003) ont observé les dépenses liées au style de musique. Ainsi, la musique classique étant associée à des idées de « luxe » et de « prestige », pousserait les gens à dépenser plus que lorsqu’ils sont exposés à de la musique pop ou pas de musique.
Toujours dans le domaine de la consommation, Feinberg a, quant à lui, analysé l’effet de la présentation d’une carte de crédit sur la propension à l’achat. Ses résultats convergent avec ceux des études précédentes. Lorsque les individus sont exposés à une carte de crédit ou une image de carte de crédit, ils sont plus enclins à dépenser de l’argent.
Cependant, la prudence est de mise car ces amorces peuvent entrer en compétition et n'engendrer aucun effet lorsqu’ils sont combinés. Par exemple amorcer le concept d’aide  a pour effet de rendre une personne plus « aidante » mais cet effet est annulé si la personne est pressée. Donc les effets entreraient en compétition et ne seraient donc pas cumulables. Les amorces ont aussi plus d’effet en fonction de l’état de motivation de la personne. Comme nous l'avons vu précédemment, une personne ayant soif sera plus motivée à assouvir sa soif et sera donc plus sensible aux amorces lui permettant d’étancher cette soif. Les variables individuelles sont aussi à prendre en compte. En effet, une même amorce n’aura pas la même incidence sur deux personnes différentes.
Ces diverses expériences nous montrent que notre comportement peut être manipulé à notre insu. Bien qu’il existe des variables qui influencent l'impact des stimuli subliminaux en toute situation, leurs effets sont bien réels. Ces stimuli imperceptibles de notre environnement nous poussent à la consommation sans que l’on s’en rende compte, et ce de façon directe (sous le seuil de perception) ou indirecte (amorçage de concept).

## La Perception subliminale et la consommation
De nombreuses études ont été menées pour observer l’impact de la perception subliminale sur les comportements de consommation. À la suite de l'affaire de James Vicary, spécialiste en études de marché, exposant aux spectateurs des messages subliminaux « Buvez Coca Cola » et « Mangez du popcorn » qui s'est avéré n'être qu’un canular afin de sauver son entreprise publicitaire de la faillite, plusieurs réplications expérimentales ont été réalisées. De ces recherches, il est ressorti qu’il était difficile de changer les comportements des individus si le Coca-Cola ou le popcorn ne faisaient pas partie de leurs habitudes alimentaires.
Dubley et Trappey ont tous deux réalisé une revue de la littérature sur la publicité subliminale. Dubley en a conclu qu’il existait un manque de consensus quant à ses éventuels effets et, Trappey, que ces derniers étaient négligeables. Les chercheurs se sont alors penchés sur l’hypothèse de départ pour la reformuler autrement : si la publicité subliminale ne peut pas induire de nouveaux comportements de consommation, elle peut néanmoins agir sur les comportements habituels déjà existants. Par exemple, l’étude de Bornstein montre qu’il est possible de réveiller l’envie de fumer chez un fumeur mais il est par contre impossible d’inciter un non-fumeur à commencer à fumer.

## Les techniques du marketing publicitaire subliminale

### La projection rapide
La projection subliminale est généralement la première technique à laquelle on pense lorsque l'on parle de perception subliminale. Il s'agit d'une image flashée pendant quelques millisecondes afin de faire passer un message au spectateur. Plusieurs exemples de cette manipulation existent à travers la littérature dont notamment l'apparition du mot "RATS" (salaud) à la présentation du concurrent de G.W.Bush lors des élections présidentielles de 2000.

### L’apport d’impact
Cette technique consiste à mettre en lien, de manière réfléchie, un article avec une publicité en les plaçant l'un à côté de l'autre. La superposition de l'article et de la publicité fait que le cerveau humain va les lier inconsciemment ensemble. Par exemple, une marque d'articles de sport pourrait mettre leur publicité avec le slogan « Never give up » à côté d'un article sur les compétences sportives d'une équipe. On parle de subliminale dans ce cas car l'individu va associer malgré lui la réussite de l'équipe avec le produit et son slogan.

### La technique du pile et face
Cette technique concerne à nouveau l'arrangement de la mise en page. Elle consiste à mettre à la fin d'un journal une publicité dont le thème est en lien avec la couverture de première page. Ce phénomène en psychologie sociale est appelé un effet de récence et/ou un effet de primauté. Ces effets découvert par Asch montre l'importance des informations présentées en premier lieu sur de formation d'impression globale d'un individu.

### La méthode des images enchâssées
Celle-ci consiste à cacher une image subliminale à l'intérieur d'une autre. Le plus souvent, les images insérées sont d'ordre sexuel ou engendrent de la peur. Cette technique semble être la plus utilisée dans le monde du marketing.

## Éthique et déontologie (éthique du marketing)
Une chose étonnante est que, malgré le débat continuel sur l’existence de la publicité subliminale, elle est interdite par la loi dans plusieurs pays comme aux États-Unis, en Australie et en Grande-Bretagne. En France, le décret du 27 mars 1992 interdit formellement l’utilisation de techniques publicitaires subliminales. Plusieurs organismes existent pour contrôler chaque spot publicitaire publié. Mais les messages subliminaux, par définition, sont d’une durée si courte qu’il faudrait analyser chaque spot image par image pour les déceler, ce qui paraît difficile.
Néanmoins, même si ces résultats sont très intéressants, nous ne pouvons écarter les critiques que les réfractaires à la publicité subliminale apportent depuis plus de soixante ans : les situations recréées lors des recherches sont trop artificielles par rapport aux situations de la vie réelle, des critiques méthodologiques peuvent être énoncées, les effets ne fonctionnent de toute façon pas de manière différée.
La controverse scientifique est donc présente depuis des dizaines d’années et il semble qu’elle soit encore loin de se dénouer.
Par contre, le public, lui, semble avoir déjà tranché. Selon une étude de Rogers et Smith, 74 à 84 % des gens interrogés avaient déjà entendu parler de la publicité subliminale et 68 à 78 % étaient persuadés de son efficacité.
Selon ces auteurs, « la publicité subliminale est devenue une part importante de la culture, malgré le manque de preuves scientifiques montrant qu’elle est efficace ou même possible ».
Mais finalement que ces suppositions soient vérifiées ou non, elles ont clairement un impact sur l’attitude de chacun de nous par rapport à l’industrie de la publicité. Cela pourrait d’ailleurs être à la base d’un paradoxe : plus les personnes éviteraient les publicités ordinaires, plus les publicitaires seraient contraints de trouver des moyens de persuasion détournés…